# خافيير مونفورد
خافيير مونفورد (بالإنجليزية: Xavier Munford)‏ مواليد 1 يونيو 1992 في نيوجيرسي، هو لاعب كرة سلة أمريكي. بدأ مسيرته الاحترافية في سنة 2014. يبلغ طوله 6 قدم 3 بوصة (1.9 م).

## المسيرة الاحترافية
لعب مع ميمفيس غريزليس في سنة 2016، ثم لعب مع غرينزبورو سوورم في موسم 2016–2017، ثم لعب مع نادي برشلونة لكرة السلة في الدوري الإسباني في سنة 2017.

## إحصائيات المسيرة

### الموسم الاعتيادي
| السنة   | الفريق         | لعب | بدأ | دقيقة | ميداني% | ثلاثية | حرة  | ارتداد | صنع | استلاب | تصدي | نقطة |
| ------- | -------------- | --- | --- | ----- | ------- | ------ | ---- | ------ | --- | ------ | ---- | ---- |
| 2015–16 | ميمفيس غريزليس | 14  | 0   | 17.4  | .416    | .391   | .500 | 2.2    | 1.6 | .9     | .2   | 5.7  |
| المسيرة | المسيرة        | 14  | 0   | 17.4  | .416    | .391   | .500 | 2.2    | 1.6 | .9     | .2   | 5.7  |

### الأدوار الإقصائية
| السنة   | الفريق         | لعب | بدأ | دقيقة | ميداني% | ثلاثية | حرة  | ارتداد | صنع | استلاب | تصدي | نقطة |
| ------- | -------------- | --- | --- | ----- | ------- | ------ | ---- | ------ | --- | ------ | ---- | ---- |
| 2016    | ميمفيس غريزليس | 4   | 0   | 22.3  | .321    | .125   | .000 | 2.3    | 2.5 | 1.5    | .8   | 4.8  |
| المسيرة | المسيرة        | 4   | 0   | 22.3  | .321    | .125   | .000 | 2.3    | 2.5 | 1.5    | .8   | 4.8  |

## روابط خارجية
- خافيير مونفورد على موقع الاتحاد الدولي لكرة السلة (الإنجليزية)
- خافيير مونفورد على موقع الدوري الأوروبي لكرة السلة (الإنجليزية)
- خافيير مونفورد على موقع إن بي أي (الإنجليزية)
- خافيير مونفورد على موقع سبورتس رفرنس (الإنجليزية)
- خافيير مونفورد على موقع الدوري الإسباني لكرة السلة (الإسبانية)
- خافيير مونفورد على موقع كرة السلة الأوروبية.كوم (الإنجليزية)
- خافيير مونفورد على موقع كلية كرة السلة في سبورتس رفرنس.كوم (الإنجليزية)
- خافيير مونفورد على موقع ريلجم (الإنجليزية)
- خافيير مونفورد على موقع بروبوليرز (الإنجليزية)
- خافيير مونفورد على موقع سبورتس رفرنس (الإنجليزية)